# Plébániaház Múzeum
A Kocsi Római-Katolikus Templom és Plébániaház Múzeum egy, a mai formáját a 18. században elnyert templomból és egy, a plébániaházból átalakított múzeumból álló épületegyüttes.

## A templom története
Barokk-eklektikus stílusú templom. 1325-ből származik az egyházközség első írott nyoma, amely szerint a falu legmagasabb dombjára épült templomot Mihály arkangyal tiszteletére szentelték.  Vagyis ekkor már állt templom ezen a helyen, valószínűleg román stílusban épült. Erre az épületre, vagy ennek falaira épült rá később a jelenlegi templomépület. A török dúlás elpusztította a községet, a templom azonban ekkor is állt. Több átalakítást is megérhetett az évszázadok során, ám erről nincs írott adat. 1748-ban Fellner Jakab újította fel és építtette át, barokk stílusban, Esterházy Miklós gróf megbízásából. 1759-ben épült a torony, szintén Fellner tervezésében. Egyhajós, egyenes szentélyzáródású, nyeregtetős templom. Síkmennyezetes hajó, fiókos dongaboltozatú szentély, a hajó bejárati oldalán karzat. A freskók 1880-ban készültek. A mennyezetfreskók jelenleg is láthatóak, azonban a szentély medalion freskóit egy az 1980-as években folytatott felújítás alatt lefestették.
Az orgona 1892-ben készült, a Rieger testvérek munkája. 1880-ban historizáló átépítés - építész: Schalkammer D. - ekkor került fel a historizáló, támpilléres, kapubélletes vakolat architektúra.[forrás?]
További stilisztikai átalakítások nem történtek, így a templom a barokk és eklektika stílusjegyeit viseli magán. A templom jelenleg is szentmiséknek és hittanoktatásnak ad otthont.

## A plébániaház története
A plébániaház 1749-ben épült, Esterházy Miklós megbízásából, Fellner Jakab tervezte, barokk stílusban. Egészen az 1980-as évekig parókiaként - lakóházként szolgált. A kocsi római katolikus egyházközség kis lélekszámú, ezért összevonták a mocsai egyházközséggel. A plébániaházat így lezárták, közel 25 évig üresen állt, az elmúlt években többször is betörtek, a bútorzatát és egyéb értékeit elrabolták. Az épületen semmiféle felújítást, állagmegóvást nem folytattak mióta bezárásra került. Állapota jelentősen leromlott, teljes műemléki rekonstrukciójára van szükség. Építészetileg érdekes, mert a barokk stílus jellegzetességeit és elrendezését magán viseli, valamint a vidéki kúriák funkcionalitását. Az épületben szép díszítő falfestések kerültek elő, ezek még alapos kutatásra és feltárásra várnak.
Stukkós mennyezet, hajópadló, díszített ablakbélletek láthatóak a szobákban. Szerencsére nem folytattak jelentős átalakítást az épületen, így megmaradt eredeti formájában. 
Tágas tetőtere van, s az épület mellett istálló áll, de ennek állapota mára teljesen leromlott. Hosszú pince fut a ház alatt, melynek vége egy alagútba torkollik, amely a templomba vezet, az alagút bejáratát korábban elfalazták, így jelenleg nem járható. Kutatásra és feltárásra vár, statikai állapotát nem ismerjük, így nem bontottuk ki a járatot. A plébániaházhoz nagy telek tartozik, melynek egy része park, a többi szőlő és gyümölcsös volt.

## A múzeum születése
2007 szeptemberében egy lelkes csapat összefogott az épület megmentésére. A plébániaház lomtalanításával és kitakarításával, valamint a dzsungellé vált park kitisztításával elindult a plébániaház múzeummá való átalakítása. A helyiek összefogásának köszönhetően sikerült bebútorozni az épületet, valamennyi bútort és kiállítási tárgyat a községben élő polgárok adományozták a múzeumnak. A berendezésnél igyekeztünk a kornak megfelelő enteriőröket kialakítani. A kiállítást teljes mértékben adományokból hoztuk létre, anyagi háttér nélkül. Kapcsolatba léptünk a műemlékvédelem és építészet terén dolgozó szakemberekkel, akik segítséget nyújtanak a további lépésekhez.